# 東望洋山

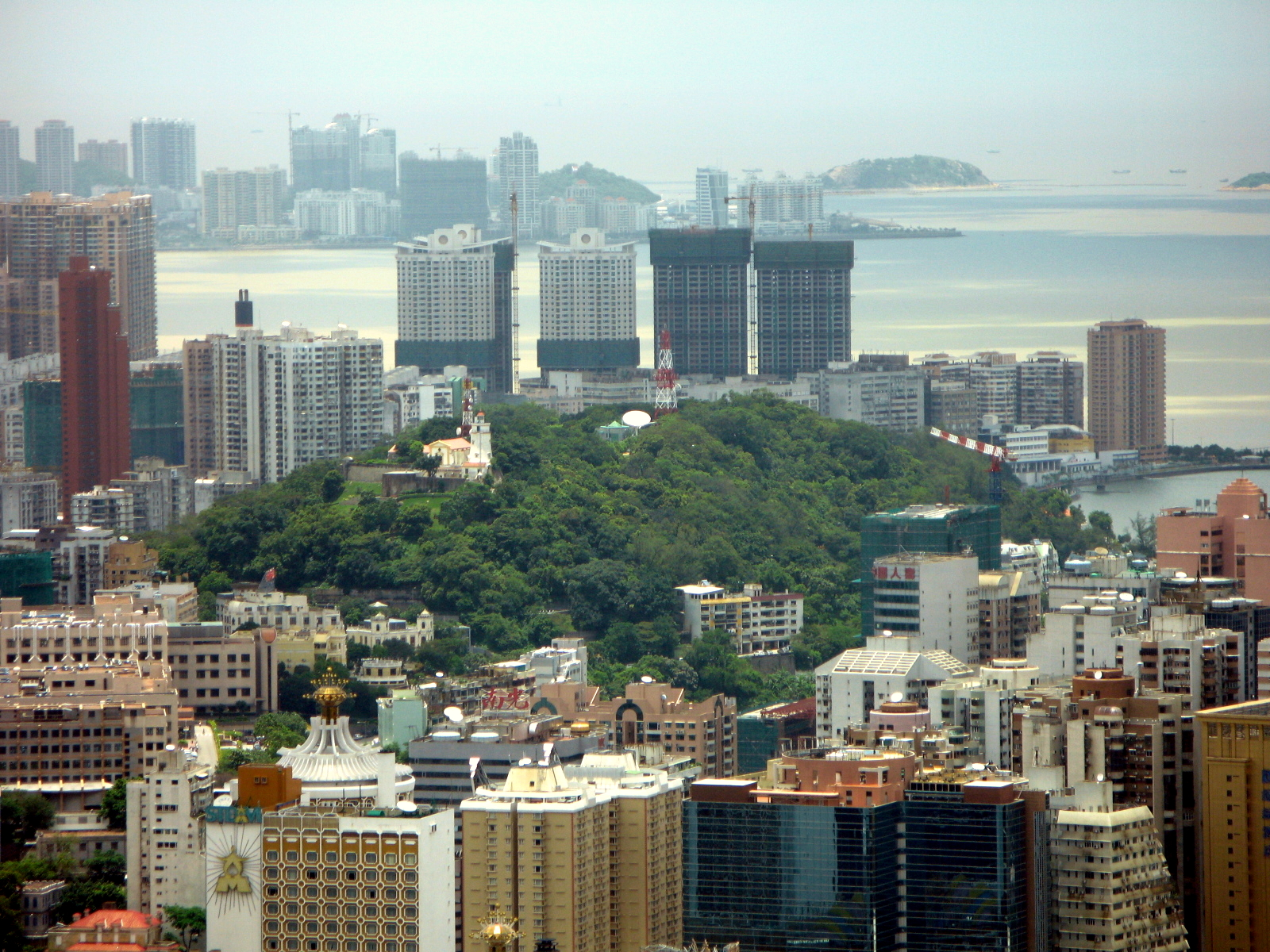
東望洋山

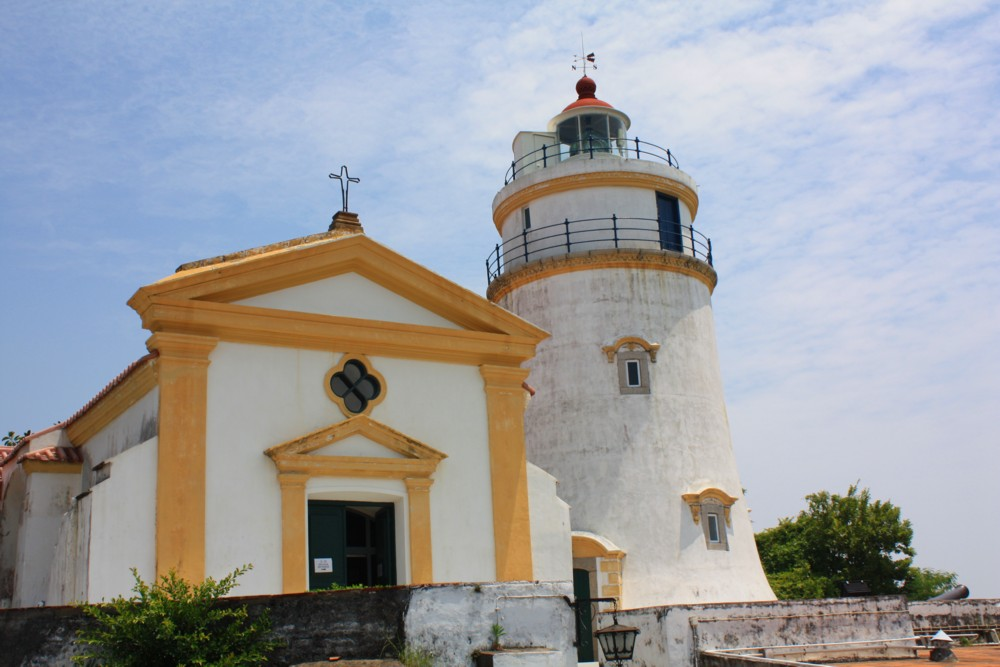
聖母雪地殿教堂和東望洋燈塔

東望洋山（葡萄牙語：Colina da Guia），俗稱松山，是澳門半島最高的山岳，海拔90米（300英尺），南連若憲山。山名「東望洋」乃相對於西望洋山而言，葡萄牙語稱呼則源自供奉於山上教堂的「導航聖母」態像（Nossa Senhora da Guia；或譯「指引聖母」）。每年一度的澳門格蘭披治大賽車的賽道經過東望洋山海邊馬路，稱為東望洋賽道。山下有松山隧道連接士多紐拜斯大馬路和新口岸。

## 簡要
古稱琴山（因其形似臥琴），原為一荒蕪山崗，東面臨海。1622年建成炮台，旁側另建有教堂與燈塔，其中燈塔為遠東同類建築最古者，澳門的經緯度座標就是根據該燈塔的座標而定，現今這3座建築均為澳門歷史城區一部份。19世紀澳葡政府在此廣植松樹，故被稱為松山。後更開闢公園，成為澳門重要市肺。1920年代東麓填海成新口岸，至今廣廈林立。

## 歷史文物

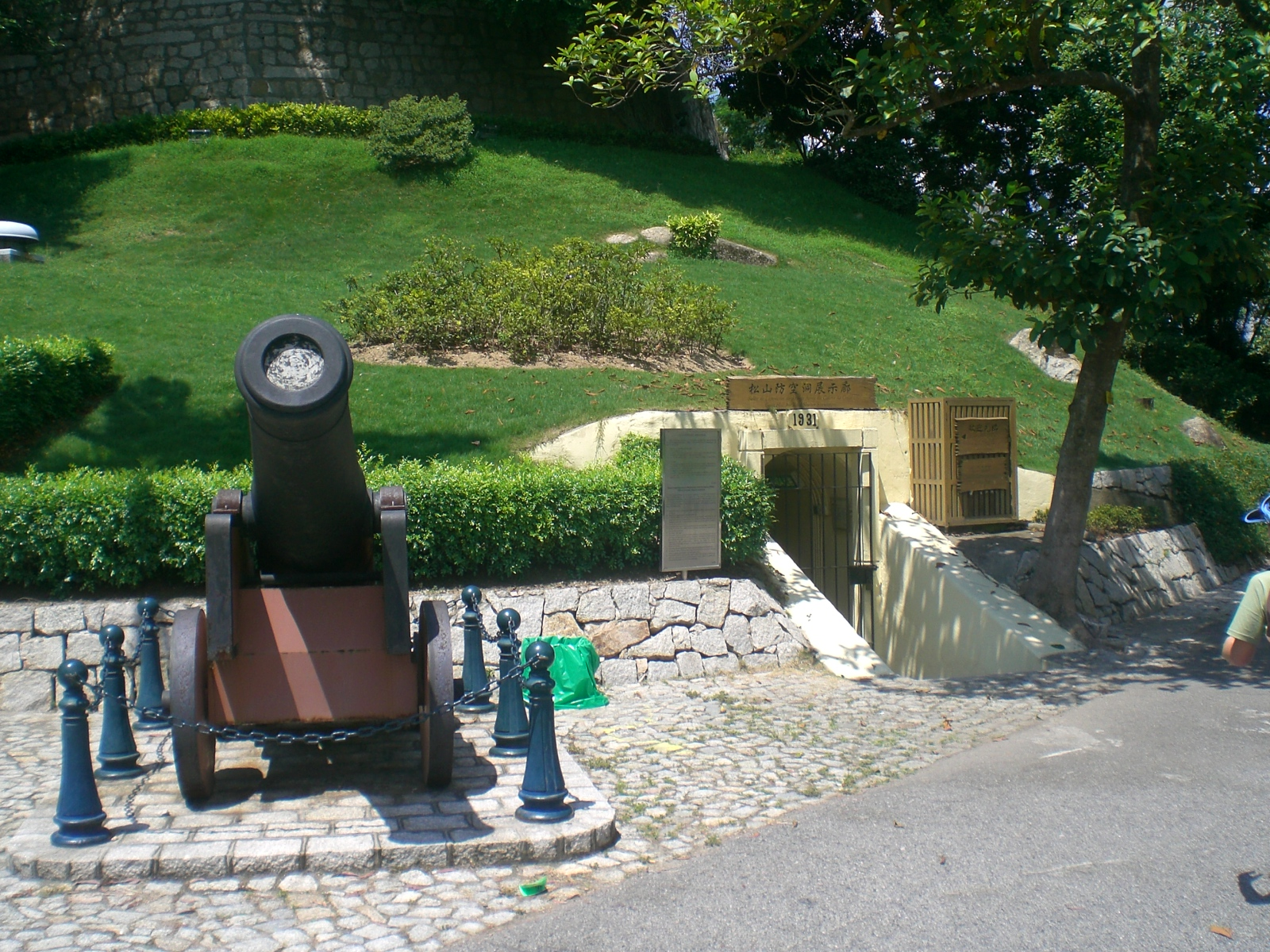
松山上的火炮及防空洞

- 松山市政公園內之松山防空洞
- 東望洋炮台
- 東望洋燈塔
- 聖母雪地殿教堂
- 嘉思欄炮台
- 加思欄兵營
- 二龍喉公園門外的兩隻噴水雕像

## 景觀危機
2006年8月8日，土地工務運輸局（公務局）公佈計劃對羅理基博士大馬路與加思欄馬路一帶等地點進行整治方案；16日，行政長官何厚鏵批示廢止十多年前制訂的《外港新填海區都市規劃章程》。
本地媒體在報道方案時特別指出山邊多個地段的建築物的標高情況，其中第134地段的建築物高度達到海拔135米，旁邊多幅地段的建築高度由99點9米至90米不等。有文化界人士擔心一旦落實，將可能引發環境保護及社會公共衛生危機，更會影響澳門的人文景觀。
據文化局於2007年1月23日表示，目前正與工務局商討有關問題，但強調工程的審批工作，由工務局負責。1月28日中聯辦發表聲明，主動降低其新辦公大樓高度。而由關注人士組成的「護塔連線」在2月4日舉辦文化行動討論城市景觀問題。6月12日，澳門特區政府表示東望洋山山腳的建築物高度限制，會重新依照前澳葡政府所訂出的限高，已批出圖則的建築物，政府會與發展商進行溝通，要求減層，可以從覆蓋率和容積率等方面補償。

### 引用
1. ↑  澳山、東西望洋考 （页面存档备份，存于） - 澳門虛擬圖書館
2. ↑   (PDF). 中華人民共和國澳門特別行政區立法會.   [2024-06-21]. （原始内容存档 (PDF)于2024-06-21）.
3. ↑  澳門日報，《羅理基松山腳建築限高90米
》，2007年6月13日。

### 文獻
- 《澳門掌故》

## 外部連結
- 保護東望洋燈塔景觀 （页面存档备份，存于）